# 詹努特里島

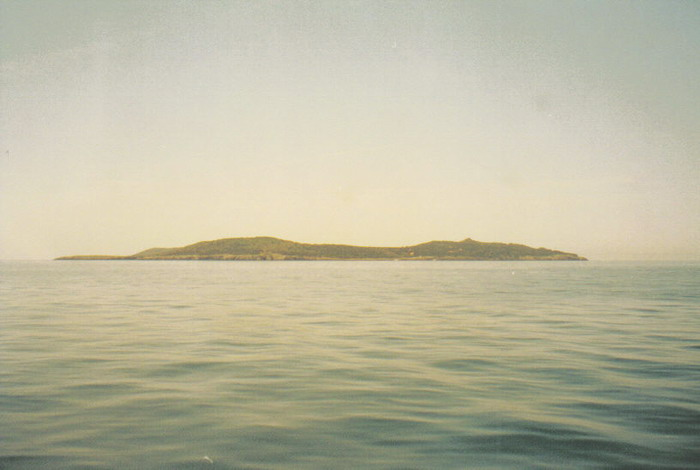

詹努特里島是意大利的島嶼，位於托斯卡尼對開的地中海，由格羅塞托省負責管轄，屬於托斯卡納群島的一部分，長3公里、寬0.5公里，面積2.6平方公里，最高點海拔高度88米，2001年人口僅13。

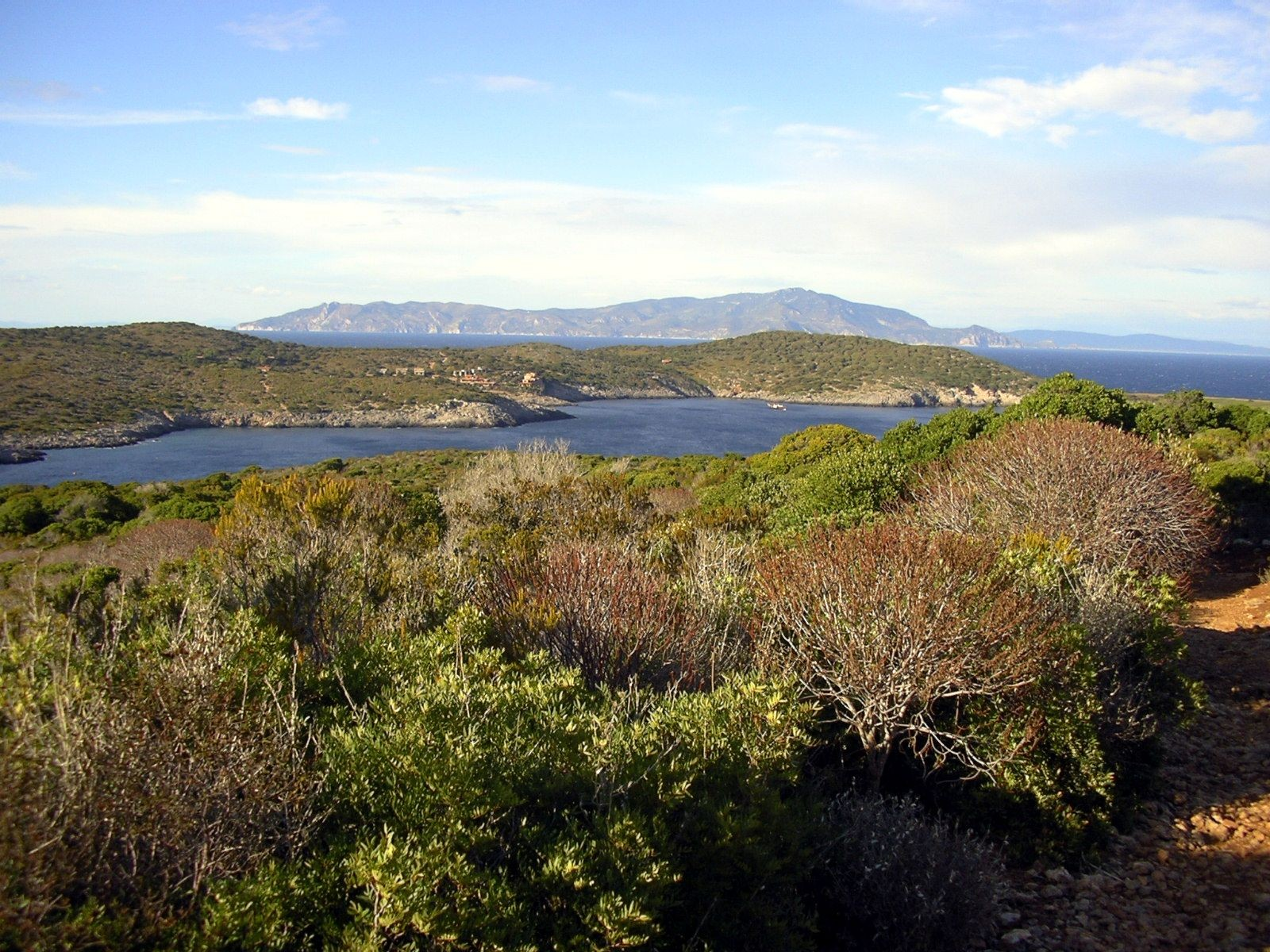

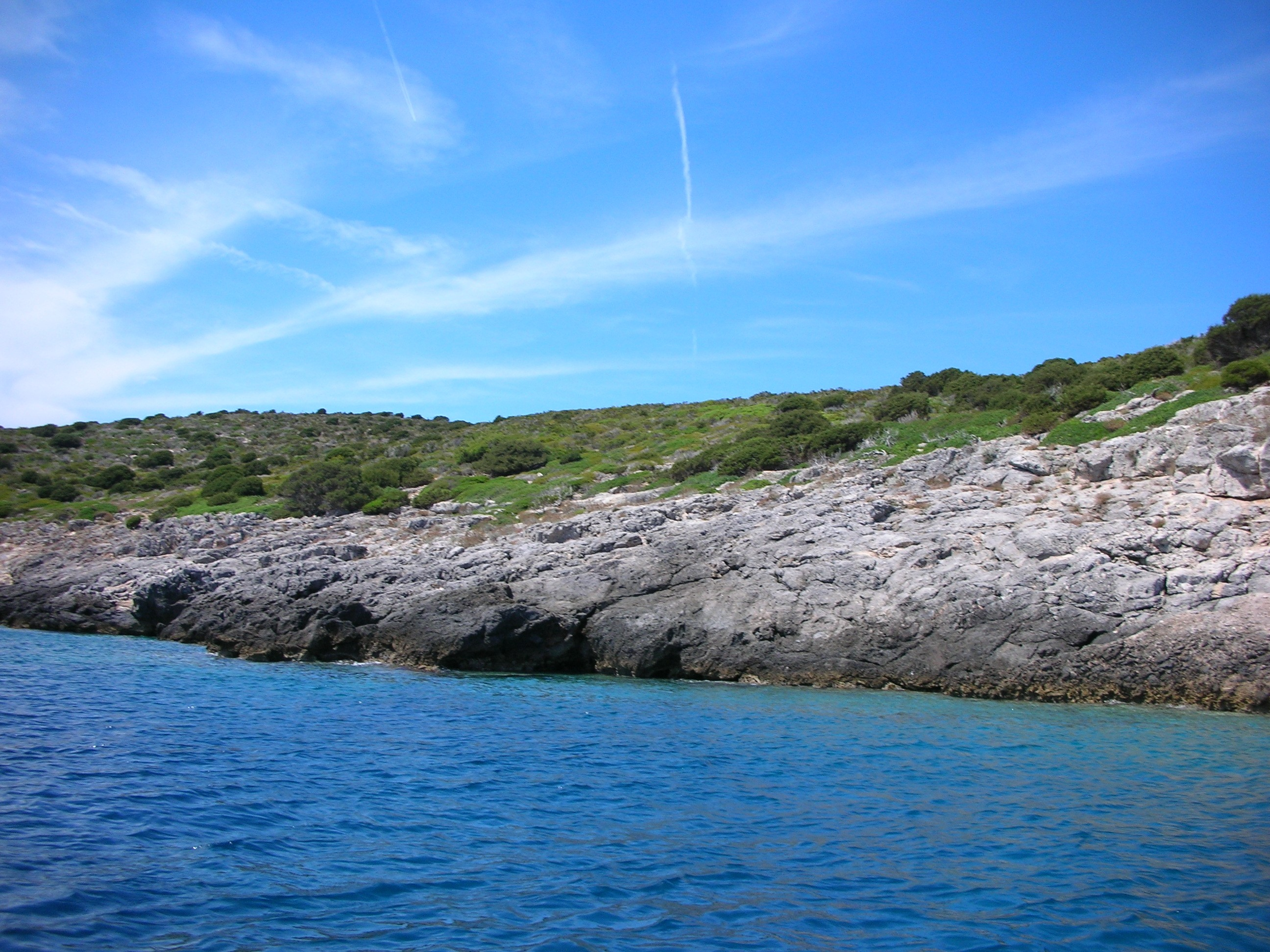

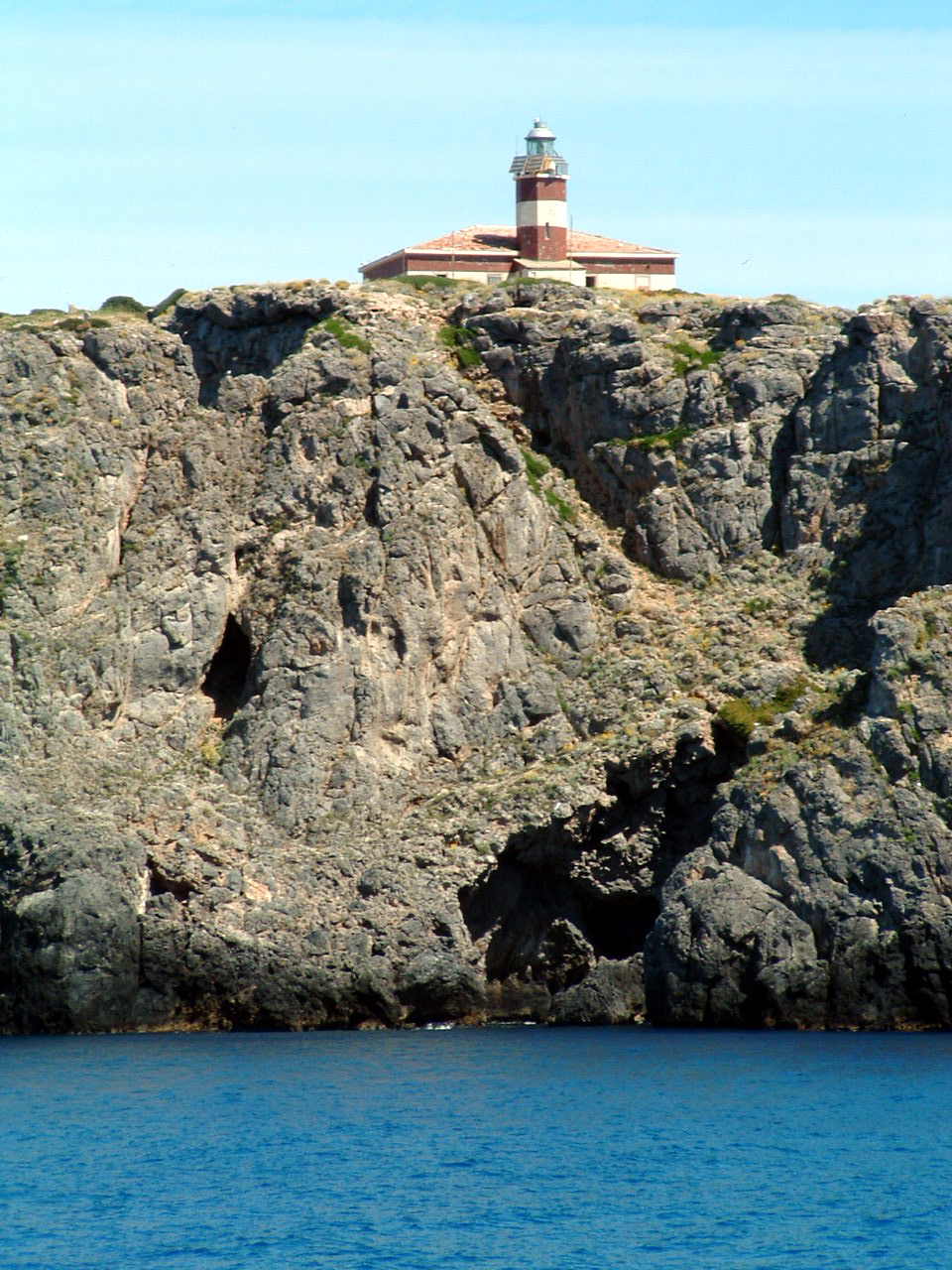

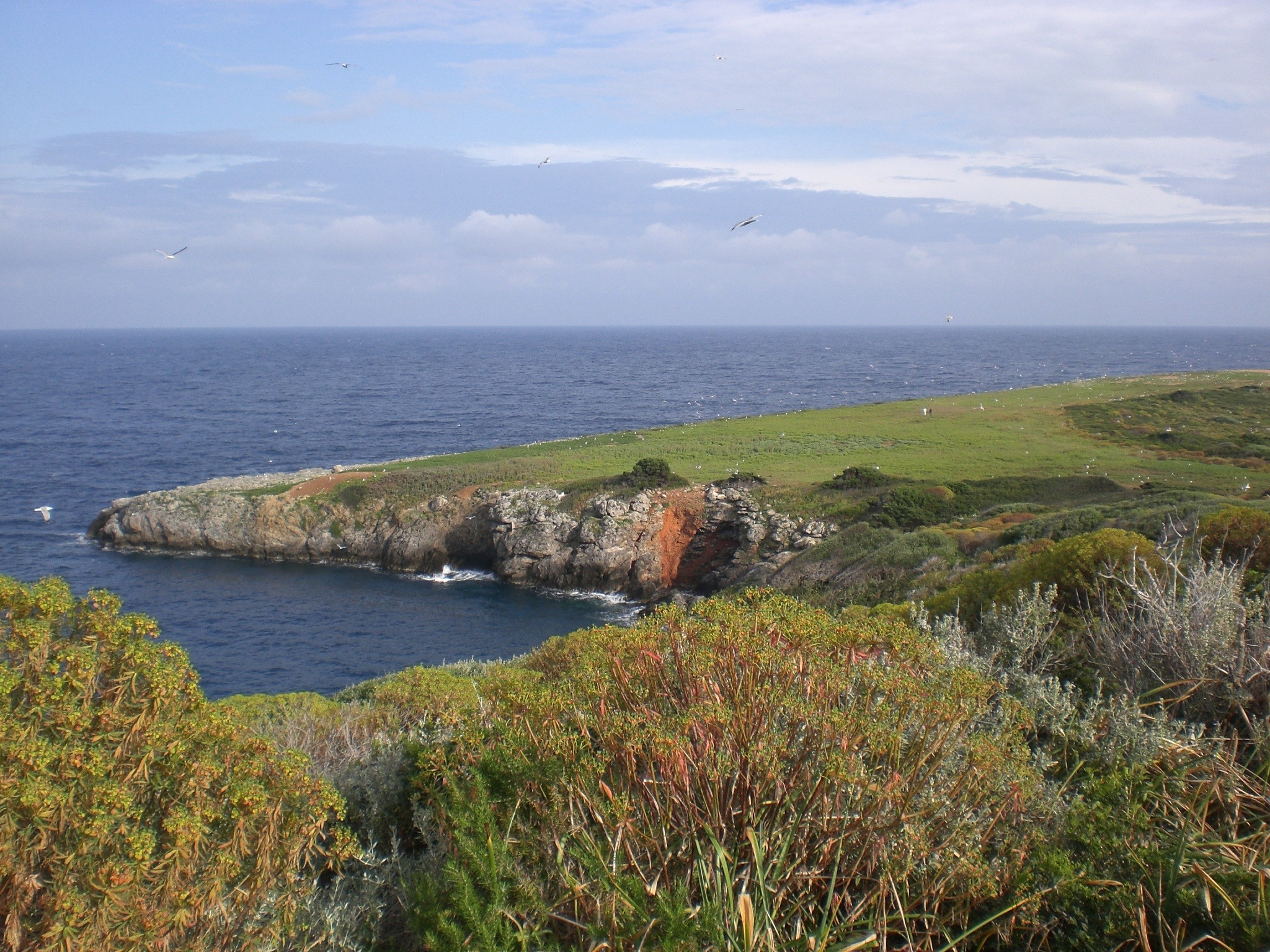

42°15′N 11°06′E / 42.250°N 11.100°E